# Micaela Bara

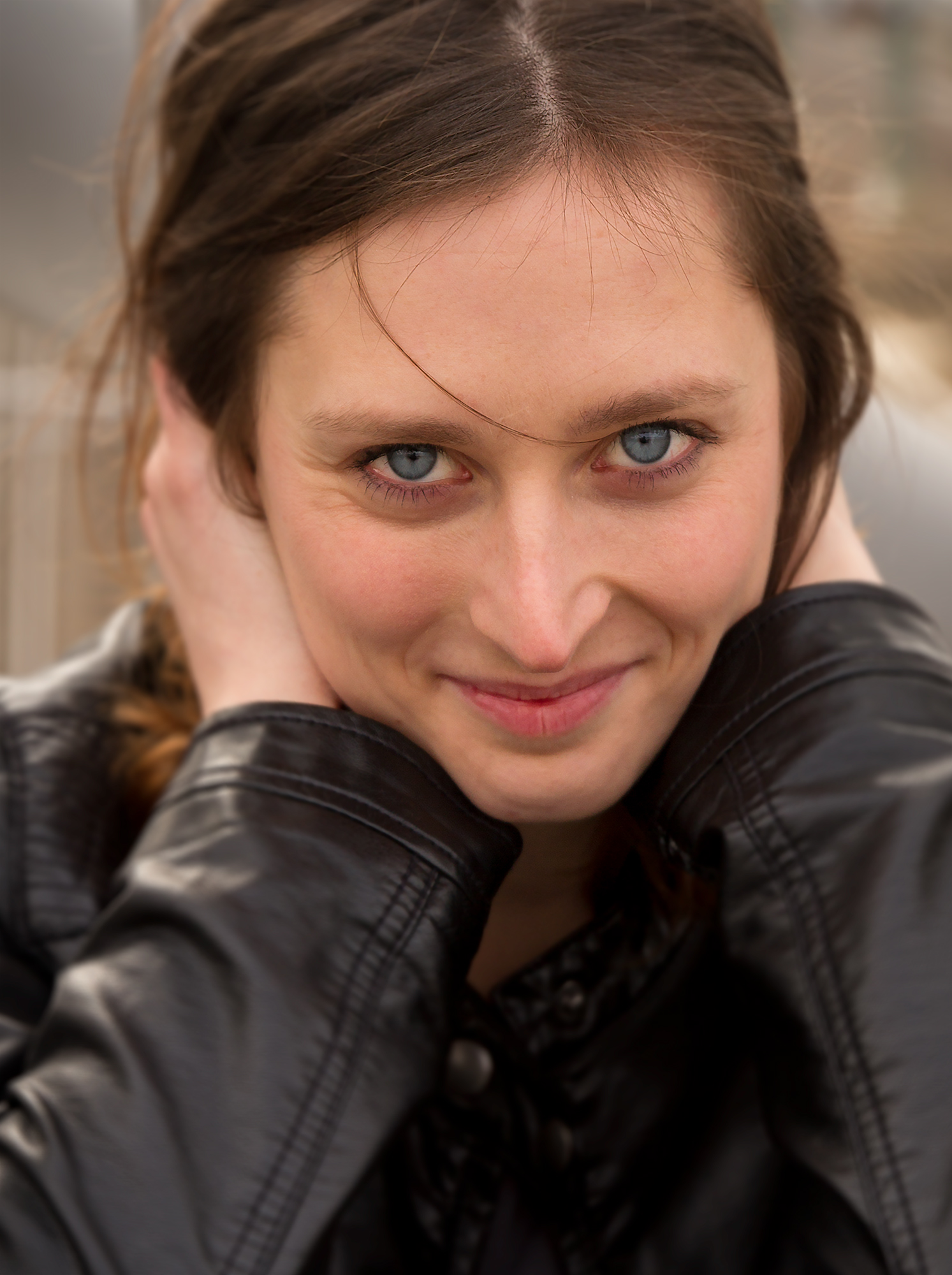
Micaela Bara (2014)

Micaela Bara, auch Mica Bara (* 1984 in Berlin) ist eine deutsche Film-, Theaterschauspielerin, Autorin und Spoken-Word-Performerin.

## Leben
Als Tochter einer deutschen Opernsängerin und eines ungarischen Musikers sammelte Micaela Bara mit elf Jahren ihre ersten Bühnenerfahrungen am Eduard-von-Winterstein-Theater in Annaberg-Buchholz. Micaela Bara sang im Kinderchor und war Mitglied der Statisterie. Im Rahmen eines Praktikums übernahm sie nach ihrem Abitur erste kleine Solorollen in Schauspiel-, Musiktheater- und Musicalproduktionen des Hauses.
2005 bis 2008 studierte sie Schauspiel an der Fritz-Kirchhoff-Schule „Der Kreis“ in Berlin. Es folgten diverse Theater- und Filmengagements. Unter anderem spielte sie die Klara im Kinofilm Sommer und übernahm die Hauptrolle im Kurzfilm Annas Augenblicke, einer Produktion der HdM Stuttgart zum Thema Depression in Kooperation mit der Robert-Enke-Stiftung. Im Sommer 2011 drehte Micaela Bara in Rumänien für den internationalen Kinospielfilm Diaz – Don’t Clean Up This Blood von Daniele Vicari, der auf der Berlinale 2012 Premiere feierte. Er belegte den 2. Platz beim Panorama Publikumspreis und gewann den Publikumspreis beim Valladolid International Film Festival sowie beim Italian Film Festival Moviemov in Manila.
Too focused mit Micaela Bara gewann die „Silberne Hand“ in der Kategorie Bester Kurzfilm bei den Fright Nights 2012 in Wien. Außerdem wurde Too focused als Finalist für den Shocking Shorts Award 2012 auf dem Filmfest München gezeigt.
2013 assistierte Mica Bara bei einem Theaterprojekt mit wohnungslosen Jugendlichen, welches im März 2013 im Grünen Salon der Volksbühne Berlin aufgeführt wurde. Das sozialpädagogische Projekt „Ich bin Dion“ der Kontakt- und Beratungsstelle K.U.B in Berlin wurde vom Rat für Nachhaltige Entwicklung mit dem Qualitätslabel „Werkstatt N-Projekt 2013“ ausgezeichnet. Micaela Bara studierte 2013–2017 neben der Schauspielerei Bildungs- und Erziehungswissenschaft (Bachelor) an der FU Berlin sowie 2019–2022 Kriminologie, Kriminalistik und Polizeiwissenschaft (Schwerpunkt Kriminologie) an der Ruhr-Universität Bochum.
Seit 2011 schreibt Mica Bara lyrische Texte sowie zumeist Kurzprosa. Bei der autobiografischen Kurzgeschichte PUNKT, die 2011 als szenische Lesung mit musikalischer Untermalung aufgeführt wurde, handelt es sich um ihre erste Veröffentlichung. 2018 erschien Babyblues 2.0 als eine von zehn Kurzgeschichten in der Noir 1 Anthologie im SadWolf Verlag. Zudem veröffentlichte Mica Kurzprosa und Spoken Word Poetry in einer Anthologie des Baltrum Verlags sowie in Kurzgeschichtensammlungen von Sweek Deutschland, auf Queer.de unter dem Pseudonym Mica Wolf und beim Wreaders Verlag.
Im August 2019 war sie an der Ausstellung Toys are us der GEDOK Berlin beteiligt.
Seit 2019 spielt sie regelmäßig an der Volksbühne Michendorf in Schauspielproduktionen sowie Operetten und anderen musikalischen Produktionen.
Von 2023 bis 2025 war Mica Bara unter anderem in der Rolle der Édith Piaf in Spatz und Engel am Landestheater Oberpfalz zu sehen, wo sie bis zur Betriebsschließung zu Ende April infolge einer Insolvenz als Gästin regelmäßig auf der Bühne stand.

## Filmografie
Kino/Fernsehen
- 2006: Die Überflüssigen – Regie: Aleksandra Kumorek (Fernsehfilm)
- 2007: Sommer – Regie: Mike Marzuk
- 2011: Geister – Regie: Dennis Eichler
- 2012: Diaz – Don’t Clean Up This Blood – Regie: Daniele Vicari
- 2014: Härte – Regie: Rosa von Praunheim (Filmbiografie)[13]
- 2025: Frieda – Mit Feuer und Flamme (Folge 78) – Regie: Patrik Fichte[14]

Kurzfilm (Auswahl)
- 2010: Too focused – Regie: Denis Zdjelar
- 2010: Sorry – Regie: Stefan Panhans
- 2011: Annas Augenblicke – Regie: Dejan Simonovic
- 2011: Traumtänzer – Regie: Lisa Peters
- 2011: Close Enough – Zum Greifen Nah – Regie: Alois Ricardo Knapps
- 2012: Paloma – Regie: Naira Cavero
- 2013: Atem und Eva – Regie: Pim Folmer
- 2015: Ithaca – Regie: Danny Houtkamp
- 2015: Memoria – Regie: Stephan Kierer

## Theaterengagements
Schauspiel (Auswahl)
- 2003: Harold und Maude / Rolle: Mädchen / Regie: Steffen Senger / Eduard-von-Winterstein-Theater Annaberg
- 2004: Liebe Mama, lieber Papa oder Scheiß auf deine Eltern / Rolle: Jugendliche / Regie: Sascha Krohn / Eduard-von-Winterstein-Theater Annaberg
- 2008: Incognito / Rolle: Sal / Regie: Klaus Hoser / Engelbrot und Spiele Berlin
- 2008: Spreewälder Sagennacht – Mato auf der Suche nach dem Glück / Rolle: Hanka / Regie: Hauke Tesch / Staatstheater Cottbus
- 2008: Stella (Goethe) / Rolle: Lucie / Regie: Urs Häberli / Das Theater an der Effingerstrasse Bern
- 2009: Spreewälder Sagennacht – Fehde auf dem Burgberg / Rolle: Hanka / Regie: Hauke Tesch / Staatstheater Cottbus
- 2009: Das Familienfest nach Rainer Maria Rilke / Rolle: Junge Frau von Wick, Diener Johann Regie: El Earthbourne / Tiyatrom Berlin
- 2009: Ich sehe das, was du nicht siehst / Rolle: Frau 2, Claire (englisch), Anne / Dialoge mit dem Spiegel (z. T. in englischer Sprache) / Regie: El Earthbourne / Theakademie Berlin
- 2010: Spreewälder Sagennacht 2010 – Mato und das Zauberschwert / Rolle: Hanka / Regie: Hauke Tesch / Staatstheater Cottbus
- 2011–2012: Haseks Heimkehr / Rolle: Marisa / Regie: Gabriele Förster / Theater 89 Berlin, Mainzer Kammerspiele
- 2011–2012: Däumelinchen / Rolle: Däumelinchen / Regie: Helfried Schöbel / Theater Meissen, Fritz Theater Chemnitz
- 2011–2021: Mitglied im Ensemble des Kindertheater Silflay, diverse selbst entwickelte Theaterstücke für Kinder
- 2013: Nachtgeschichte / Rolle: Lea / Regie: Catharina Fillers / Grenzlandtheater Aachen
- 2015: Sieben Sonette / Rolle: Elena Illing / Regie: Philip Stemann / Grenzlandtheater Aachen
- 2020: Ekel Alfred – Ein Herz und eine Seele, Folgen: Tapetenwechsel, Der Sittenstrolch / Regie: Hartmut Kühn, Steffen Löser / Volksbühne Michendorf[15]
- 2022: Taxi, Taxi – Doppelt leben hält besser / Rolle: Mary Smith / Regie: Steffen Löser / Volksbühne Michendorf[16]
- 2022: Tango unterm Regenbogen / Rolle: Anne Berg / Regie: Steffen Löser / Volksbühne Michendorf[17]
- 2022: Die Riesen vom Berge / Rolle: Quaquèo / Regie: Anemone Poland / Theaterforum Kreuzberg[18]
- 2024: Bilder von uns / Rolle: Lehrerin, Chor / Regie: Florian Tobias Beck / Landestheater Oberpfalz[19]
- 2024: Des Kaisers Pfennigfuchser von Bernhard Setzwein / Rolle: Hofnärrin Bucca / Regie: Hartmut Kühn / Landestheater Oberpfalz

Musiktheater/Musical
- 1996–2005: Kinder- und Extrachor, Statisterie / Theater Annaberg
- 2003: Anatevka / Rolle: Sprintze / Regie: Simone Zeisberg-Meiser / Eduard-von-Winterstein-Theater Annaberg
- 2003: Die Fledermaus / Sprechrolle: Ida / Regie: Steffen Senger / Eduard-von-Winterstein-Theater Annaberg
- 2004: Albert Herring / Rolle: Siss / Regie: Waltraud Lehner / Eduard-von-Winterstein-Theater Annaberg
- 2004: Der Freischütz / Rolle: Brautjungfer / Regie: Cornelia Just / Eduard-von-Winterstein-Theater Annaberg
- 2005: Tosca / Rolle: Hirtenjunge / Regie: Roman Hovenbitzer / Eduard-von-Winterstein-Theater Annaberg
- 2019–2020: Frau Luna (musikalisches Lustspiel nach der Operette von P. Lincke) / Rolle: Marie Pusebach / Regie: Christian A. Schnell / Volksbühne Michendorf[20]
- 2021: Der Vetter aus Dingsda / Rolle: Hannchen / Regie: Christian A. Schnell / Volksbühne Michendorf[21]
- 2021: Jojo-Effekt. Es ist verdammt schwer, leicht zu sein / Regie: Christian A. Schnell / Volksbühne Michendorf[22]
- 2023: Spatz und Engel. Die Geschichte der Freundschaft zwischen Edith Piaf und Marlene Dietrich / Rolle: Édith Piaf / Regie: Christian A. Schnell / Landestheater Oberpfalz[23]
- 2024: Anatevka / Rolle: Chava / Regie: Christian A. Schnell / Landestheater Oberpfalz[24]

## Veröffentlichungen (Auswahl)
- Punkt. neobooks, Berlin 2012, ISBN 978-3-7380-4803-2.
- Babyblues 2.0. In: Noir 1 Anthologie. SadWolf Verlag, Bremen 2018, ISBN 978-3-946446-75-0, S. 15–44.
- Das Feuer, du & ich. In: Das Sweek Kurzgeschichten Buch. Band 2, Sweek Deutschland, 2018, ISBN 978-94-6367-642-7.
- Leas Geheimnis und Das Spiel mit dem Wolf. In: Herstory. Sammelband zum Weltfrauentag. Sweek Deutschland, 2018, ISBN 978-94-6318-924-8.
- Wildfang & Bumerang, Nachtschicht und Der General. In: Das Sweek Kurzgeschichten Buch. Band 3, Sweek Deutschland, 2019, ISBN 978-94-6318-315-4.
- Von Wahrheit zu Wahrheit. Poesie und Prosa. Wreaders Verlag, Sassenberg 2019, ISBN 978-3-96733-016-8.
- Vom Maskenball zum Maskenfall. Poesie und Prosa. Wreaders Verlag, Sassenberg 2020, ISBN 978-3-96733-130-1.
- Hospiz im Frühling. In: Besondere Zeiten. Facetten von Dunkel. Band 2, Baltrum Verlag, Haßloch 2021, ISBN 978-3-7549-3131-8.
- Zur (De-)Konstruktion opferbezogener Scham nach sexueller Viktimisierung (Pseudonym: Joy Baruna), Academic Plus. Imprint von GRIN, 2022, ISBN 978-3-389-00832-4 (Masterarbeit).